# Fangmaske

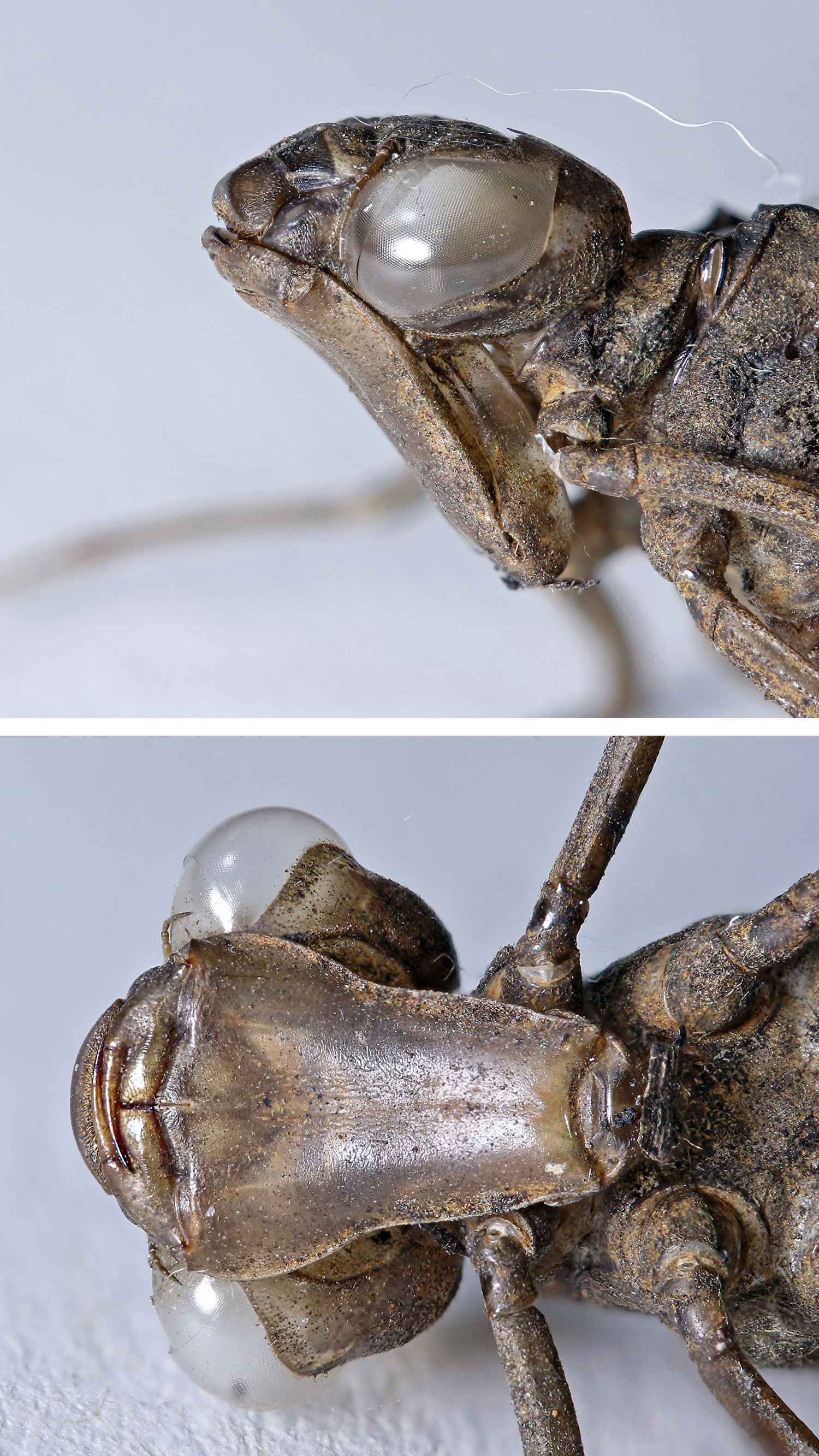
Seitliche und untere Ansicht der eingeklappten Fangmaske bei einer Exuvie der Südlichen Mosaikjungfer (Aeshna affinis)

Als Fangmaske wird die stark verlängerte Unterlippe (Labium) bei den Larven der Libellen sowie bei anderen Insekten, speziell Kurzflüglern der Gattung Stenus, bezeichnet. Sie dient dem Beutefang und kann zu diesem Zweck blitzschnell vorgeklappt bzw. ausgestülpt werden.

## Libellenlarven
Bei den Libellenlarven ist die stark verlängerte Unterlippe zu einem zweigliedrigen Greiforgan umgebildet, das am Vorderende ein paar bewegliche und mit Zähnchen oder Dornen bestückte Fortsätze besitzt. In Ruhestellung wird diese Fangmaske durch ein entsprechendes Gelenk (Labialsutur) unter dem Kopf und dem vorderen Teil der Brust zusammengelegt. Ist ein potentielles Opfer in Reichweite, schnellt dieses klauenbewehrte Instrument hervor und die Beute wird gepackt. Das Vorklappen zum Beutefang geschieht über die Labialmuskulatur, die Beutetiere werden durch die am Vorderende der Fangmaske vorhandenen Zähnchen gepackt und festgehalten.

## Stenus
Die Fangmaske der Kurzflügler der Gattung Stenus wird durch eine Steigerung des Blutdrucks ausgestülpt. Die Beutetiere, meist Springschwänze, bleiben an der Labiumspitze an einem klebrigen Sekret haften, das hier durch eine Drüse gebildet wird.

## Belege
1. 1 2 3  Fangmaske In: Herder-Lexikon der Biologie. Spektrum Akademischer Verlag, Heidelberg 2003, ISBN 3-8274-0354-5.
2. ↑  G. Jurzitza: Der Kosmos-Libellenführer. Franckh-Kosmos, Stuttgart 2000, ISBN 3-440-08402-7, S. 35.